# Mark Ostendarp
Mark Ostendarp (* 24. Januar 1973 in Coesfeld) ist ein ehemaliger deutscher Leichtathlet, der seine größten Erfolge im 3000-Meter-Hindernislauf erreichte.
Ostendarp begann seine sportliche Laufbahn 1983 bei der LG Coesfeld, 1991 wechselte er zum TV Wattenscheid 01 Leichtathletik. Zwischen 1993 und 2001 erreichte er sechs Platzierungen unter den besten acht Läufern bei Deutschen Meisterschaften im Hindernislauf mit dem Gewinn des Titels 1997 als Höhepunkt. 1998 war er Zweiter hinter Damian Kallabis, 2001 hinter Ralf Aßmus.
Ostendarp startete 1991 und 1992 viermal für die Juniorennationalmannschaft. Von 1993 bis 1998 trug er zehnmal das Nationaltrikot. Bei den Hallenweltmeisterschaften 1997 schied er als Zehnter seines Vorlaufs über 3000 Meter aus. Bei den Weltmeisterschaften 1997 und bei den Europameisterschaften 1998 erreichte er das Finale über 3000 Meter Hindernis und belegte jeweils den neunten Platz. Bei der Universiade 1997 siegte er in 8:25,83 min. 
Mark Ostendarp war mit 1,90 m für einen Hindernisläufer ungewöhnlich groß, sein Wettkampfgewicht lag bei 69 kg.

## Bestzeiten
- 1500 Meter: 3:40,70 min am 7. Juni 1996 in Nürnberg
- 3000 Meter: 7:54,17 min am 23. Juli 1997 in Hamburg
- 5000 Meter: 14:30,45 min am 3. Juni 1993 in Koblenz
- 3000 Meter Hindernis: 8:18,49 min am 6. August 1997 in Athen (im Weltmeisterschaftsfinale)